# Ardy Wiranata
Ardy Bernardus Wiranata (10 febbraio 1970) è un ex giocatore di badminton indonesiano.

## Palmarès

### Olimpiadi
- 1 medaglia:
  - 1 argento (Barcellona 1992 nel singolo)

### Mondiali
- 3 medaglie:
  - 1 argento (Giacarta 1989 nel singolo)
  - 2 bronzi (Copenaghen 1991 nel singolo; Birmingham 1993 nel singolo)

### Coppa del Mondo
- 1 medaglia:
  - 1 oro (Macao 1991 nel singolo)

### Campionati asiatici
- 1 medaglia:
  - 1 bronzo (Bandar Lampung 1988 nel singolo)

### Giochi del Sud-est asiatico
- 2 medaglie:
  - 1 oro (Manila 1991 nel singolo)
  - 1 argento (Chiang Mai 1995 nel singolo)

### Thomas Cup
- 3 medaglie:
  - 2 ori (Giacarta 1994; Hong Kong 1996)
  - 1 argento (Kuala Lumpur 1992)

### Sudirman Cup
- 3 medaglie:
  - 3 argenti (Copenaghen 1991; Birmingham 1993; Losanna 1995)